# Samut Prakan City FC
Der Samut Prakan City Football Club (thailändisch สโมสรฟุตบอลสมุทรปราการ ซิตี้) ist ein thailändischer Fußballverein aus Samut Prakan.

## Vereinsgeschichte
Der Verein wurde im Jahr 2018 gegründet, nachdem der Besitzer von Pattaya United beschlossen hatte, den Namen des Clubs zu ändern und ihn nach Samut Prakan zu verlegen. Die erste Saison belegte man einen sechsten Tabellenplatz. Diesen konnte man ein Jahr später bestätigen. Der von BG Pathum United FC ausgeliehene Tardeli wurde in der Saison 2020/21 Torschützenkönig der Liga. Am Ende der Saison 2021/22 musste Samut als Tabellenvorletzter in die zweite Liga absteigen. Wegen wiederholten Nichtantreten der Mannschaft zu den Spielen in der Rückrunde der Spielzeit 2024/25 wurde der Verein aus der zweiten Liga ausgeschlossen. Außerdem wurde der Verein mit einer Geldstrafe von 2 Millionen Baht belegt. Des Weiteren wurde der Klub aufgefordert, die gezahlte finanzielle Unterstützung des Verbandes zurückzuzahlen.

## Stadion
Bis Sommer 2024 trug der Verein seine Heimspiele im Samut Prakarn SAT Stadium (thailändisch สนามกีฬา การกีฬาแห่งประเทศไทยสมุทรปราการ เคหะบางพลี) in Bang Phli in Samut Prakan aus. Mit Start der Saison 2024/25 tägt der Verein für mindestens eine Spielzeit im Lad Krabang 54 Stadium in Samut Prakan aus. Das Stadion hat ein Fassungsvermögen von 2000 Personen.

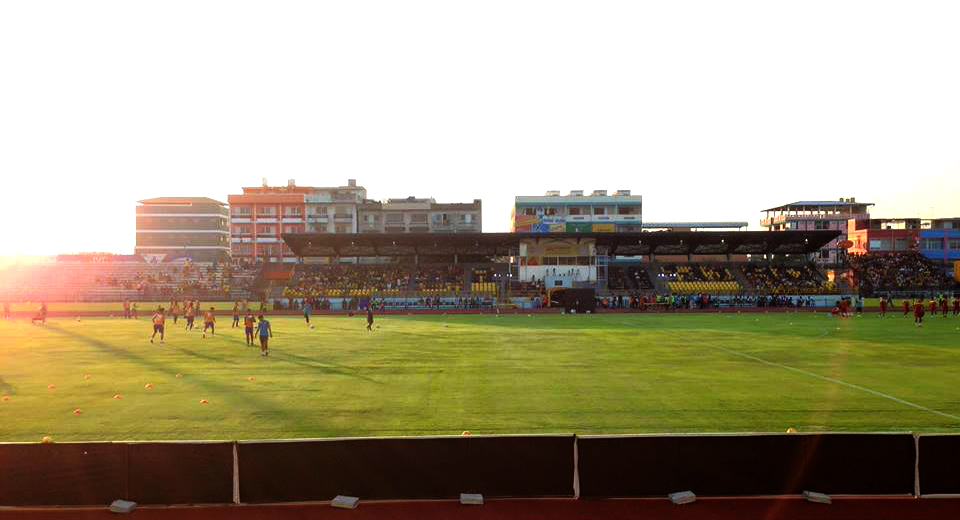
SAT Stadion Samut Prakan

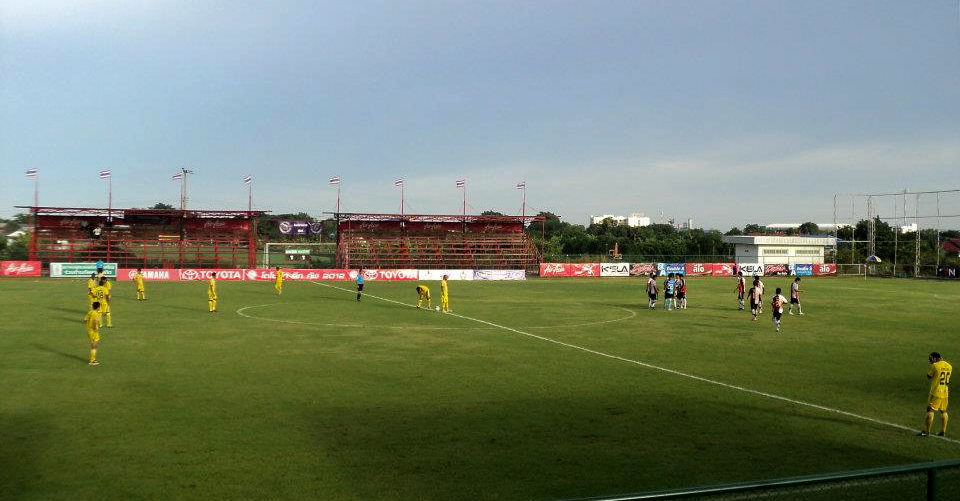
Lad Krabang 54 Stadium

### Spielstätten seit 2019
| Saison      | Stadion                   | Standort                        | Kapazität | Eigentümer                         | Koordinaten                       |
| ----------- | ------------------------- | ------------------------------- | --------- | ---------------------------------- | --------------------------------- |
| 2019 – 2024 | Samut Prakarn SAT Stadium | Bang Phli, Provinz Samut Prakan | 5100      | Sports Authority of Thailand (SAT) | 13° 34′ 45,9″ N, 100° 47′ 39,6″ O |
| 2024 –      | Lad Krabang 54 Stadium    | Bang Phli, Provinz Samut Prakan | 2000      | Thai Customs Department            | 13° 42′ 22,4″ N, 100° 47′ 1,9″ O  |

## Spieler
Stand: 1. September 2024 (Letzter Kader des Samut Prakan City FC)
| Nr. |           | Position | Name                 |
| --- | --------- | -------- | -------------------- |
| 2   | Thailand  | AB       | Auttapon Sangtong    |
| 3   | Brasilien | ST       | Diogo Rangel         |
| 4   | Thailand  | AB       | Jakkrit Aree         |
| 5   | Thailand  | AB       | Arthit Aueafuea      |
| 6   | Thailand  | MF       | Rachata Chanlao      |
| 8   | Thailand  | MF       | Chaiyasan Homboon    |
| 9   | Thailand  | ST       | Phitchanon Chanluang |
| 10  | Thailand  | MF       | Panudech Maiwong     |
| 11  | Thailand  | MF       | Supasak Sarapee      |
| 13  | Thailand  | AB       | Krit Kukuan          |
| 16  | Thailand  | TW       | Nadthawat Supasit    |
| 17  | Thailand  | AB       | Apisit Butsri        |
| 18  | Thailand  | AB       | Pacharaphol Lekkun   |
| 19  | Thailand  | MF       | Narongrit Kamnet     |
| 20  | Thailand  | MF       | Krittin Suwannasri   |

| Nr. |            | Position | Name                       |
| --- | ---------- | -------- | -------------------------- |
| 21  | Thailand   | ST       | Nonthaphut Panaimthon      |
| 22  | Thailand   | ST       | Pheemphapob Viriyachanchai |
| 23  | Thailand   | AB       | Thanachai Nathanakool      |
| 24  | Thailand   | TW       | Worawut Sukhuna            |
| 26  | Thailand   | AB       | Poomphat Sarapisitphat     |
| 27  | Thailand   | ST       | Kongphop Phangla           |
| 41  | Korea Sud  | MF       | Jeong Jin-yeong            |
| 44  | Australien | MF       | Sebastian Scaroni          |
| 48  | Thailand   | AB       | Eakaphat Jaenooduang       |
| 49  | Thailand   | AB       | Teeradon Poonsawat         |
| 55  | Thailand   | MF       | Tanapat Rakchatthai        |
| 76  | Thailand   | ST       | Buszamee Lempan            |
| 77  | Thailand   | MF       | Ananchai Thepsudee         |
| 88  | Kamerun    | ST       | Abbo Bouba                 |
| 97  | Thailand   | TW       | Putthipong Pomlee          |

## Beste Torschützen seit 2019
| Saison  | Name                                   | Tore |
| ------- | -------------------------------------- | ---- |
| 2019    | Ibson Melo                             | 15   |
| 2020/21 | Tardeli Reis                           | 25   |
| 2021/22 | Chayawat Srinawong                     | 8    |
| 2022/23 | Pardsakorn Sripudpong Yotsakor Burapha | 7    |
| 2023/24 | Fernando Viana                         | 12   |
| 2024/25 |                                        |      |

## Trainer
Stand: April 2023
| Name                  | Zeit beim Samut Prakan City FC | Zeit beim Samut Prakan City FC |
| Name                  | von                            | bis                            |
| --------------------- | ------------------------------ | ------------------------------ |
| Surapong Kongthep     | 1. Januar 2019                 | 29. Mai 2019                   |
| Tetsuya Murayama      | 3. Juni 2019                   | 23. Dezember 2019              |
| Masatada Ishii        | 24. Dezember 2019              | 30. November 2021              |
| Yasushi Yoshida       | Dezember 2021                  | 31. Mai 2022                   |
| Jukkapant Punpee      | 4. Juli 2022                   | 21. Januar 2023                |
| Kritsakorn Kerdpol    | 23. Januar 2023                | 15. Februar 2023               |
| Tana Chanabut         | 15. Februar 2023               | 27. November 2023              |
| Wanderley             | 13. Dezember 2023              | 12. Juni 2024                  |
| Vantawut Whangprasert | 13. Juni 2024                  |                                |

## Saisonplatzierung
| Saison  | Liga          | Liga  | Liga   | Liga | Liga | Liga | Liga  | Liga   | Liga     | Pokal               | Pokal           | Pokal |
| Saison  | Liga          | Level | Spiele | S    | U    | N    | Tore  | Punkte | Position | FA Cup              | League Cup      |       |
| ------- | ------------- | ----- | ------ | ---- | ---- | ---- | ----- | ------ | -------- | ------------------- | --------------- | ----- |
| 2019    | Thai League   | 1     | 30     | 12   | 7    | 11   | 44:50 | 43     | 6.       | Achtelfinale        | 1. Runde        |       |
| 2020/21 | Thai League   | 1     | 30     | 14   | 5    | 11   | 58:51 | 47     | 6.       | Achtelfinale        | [ A 1 ]         |       |
| 2021/22 | Thai League   | 1     | 30     | 6    | 10   | 14   | 29:42 | 28     | 15. ▼    | Achtelfinale        | Achtelfinale    |       |
| 2022/23 | Thai League 2 | 2     | 34     | 8    | 13   | 13   | 32:45 | 37     | 14.      | 2. Runde            | Play-off-Spiele |       |
| 2023/24 | Thai League 2 | 2     | 34     | 8    | 11   | 15   | 39:57 | 35     | 15.      | 2. Runde            | 1. Runde        |       |
| 2024/25 | Thai League 2 | 2     | –      | –    | –    | –    | –     | –      | –        | Qualifikationsrunde | 1. Runde        |       |

1. ↑  Aufgrund der COVID-19-Pandemie wurde der Wettbewerb nach der ersten Qualifikationsrunde abgebrochen.

## Ausrüster/Sponsoren
| Jahr    | Ausrüster | Trikotsponsor            | Andere Trikotsponsoren    |
| ------- | --------- | ------------------------ | ------------------------- |
| 2019    | ARI       | Sanwa                    | AirAsia                   |
| 2020/21 | ARI       | Sanwa                    | AirAsia                   |
| 2021/22 | ARI       | Sanwa                    | AirAsia                   |
| 2022/23 | FBT       | Mittare Insurance, Chang |                           |
| 2023/24 | Kappa     | Chang                    | jetts, Wongpanit Wellgrow |
| 2024/25 |           |                          |                           |

## Zuschauerzahlen seit 2019
| Saison  | Liga          | Level | Gesamt- zuschauerzahl | Höchste Zuschauerzahl | Niedrigste Zuschauerzahl | Durchschnittliche Zuschauerzahl |
| ------- | ------------- | ----- | --------------------- | --------------------- | ------------------------ | ------------------------------- |
| 2019    | Thai League   | 1     | 42.950                | 4.932                 | 1.429                    | 2.863                           |
| 2020/21 | Thai League   | 1     | 16.086                | 3.958                 | 0                        | 1.609                           |
| 2021/22 | Thai League   | 1     | 11.689                | 2.137                 | 0                        | 835                             |
| 2022/23 | Thai League 2 | 2     | 5.422                 | 556                   | 129                      | 319                             |
| 2023/24 | Thai League 2 | 2     | 7.075                 | 847                   | 241                      | 416                             |
| 2024/25 | Thai League 2 | 2     | 3.624                 | 497                   | 256                      | 403                             |